# Aalesunds Fotballklubb 2018
Questa voce raccoglie le informazioni riguardanti l'Aalesunds Fotballklubb nelle competizioni ufficiali della stagione 2018.

## Stagione
A seguito del 15º posto arrivato nell'Eliteserien 2017 e della conseguente retrocessione, nella stagione 2018 l'Aalesund avrebbe partecipato alla 1. divisjon ed al Norgesmesterskapet.
A causa di questo risultato, il 12 dicembre 2017 l'allenatore Trond Fredriksen è stato sollevato dall'incarico di allenatore della squadra. Il 20 dicembre, Lars Bohinen è stato ingaggiato al suo posto.
Sempre il 20 dicembre sono stati compilati i calendari per il campionato: alla 1ª giornata, l'Aalesund avrebbe ospitato il Sogndal al Color Line Stadion.
L'11 gennaio 2018, anche l'assistente di Trond Fredriksen, Anton Joore, ha lasciato il suo incarico. Il 12 gennaio, Andrea Loberto è stato scelto al suo posto.
Il 17 marzo, Bohinen ha nominato Fredrik Carlsen nuovo capitano dell'Aalesund.
L'avventura nel Norgesmesterskapet è terminata al primo turno, con l'eliminazione subita per mano del Bergsøy.

## Rosa
| N. |                        | Ruolo | Calciatore                |
| -- | ---------------------- | ----- | ------------------------- |
| 1  | Norvegia (bandiera)    | P     | Andreas Lie               |
| 3  | Islanda (bandiera)     | D     | Daníel Leó Grétarsson     |
| 4  | Norvegia (bandiera)    | D     | Jonas Grønner             |
| 4  | Fær Øer (bandiera)     | D     | Sonni Nattestad           |
| 5  | Norvegia (bandiera)    | D     | Oddbjørn Lie              |
| 6  | Paesi Bassi (bandiera) | D     | Kaj Ramsteijn             |
| 7  | Capo Verde (bandiera)  | C     | Nenass                    |
| 8  | Norvegia (bandiera)    | C     | Fredrik Carlsen           |
| 9  | Svezia (bandiera)      | A     | Valmir Berisha            |
| 10 | Islanda (bandiera)     | A     | Hólmbert Aron Friðjónsson |
| 11 | Islanda (bandiera)     | C     | Aron Þrándarson           |
| 13 | Norvegia (bandiera)    | P     | Tarjei Aase Omenås        |
| 14 | Senegal (bandiera)     | A     | Pape Habib Guèye          |

| N. |                        | Ruolo | Calciatore           |
| -- | ---------------------- | ----- | -------------------- |
| 15 | Norvegia (bandiera)    | C     | Ståle Steen Sæthre   |
| 16 | Norvegia (bandiera)    | D     | Jørgen Hatlehol      |
| 17 | Norvegia (bandiera)    | A     | Sondre Fet           |
| 19 | Inghilterra (bandiera) | D     | Jernade Meade        |
| 20 | Norvegia (bandiera)    | D     | Robert Sandnes       |
| 21 | Norvegia (bandiera)    | A     | Jens Petter Hauge    |
| 21 | Norvegia (bandiera)    | C     | Bjørn Helge Riise    |
| 22 | Islanda (bandiera)     | D     | Adam Örn Arnarson    |
| 23 | Norvegia (bandiera)    | A     | Torbjørn Agdestein   |
| 30 | Croazia (bandiera)     | D     | Nikola Tkalčić       |
| 33 | Norvegia (bandiera)    | A     | Anders Myking Waagan |
| 36 | Norvegia (bandiera)    | C     | Emil Solnørdal       |

## Calciomercato

### Sessione invernale(dal 01/01 al 31/03)
| Arrivi | Arrivi                    | Arrivi              | Arrivi     |
| R.     | Nome                      | da                  | Modalità   |
| ------ | ------------------------- | ------------------- | ---------- |
| P      | Tarjei Aase Omenås        | Sogndal             | definitivo |
| D      | Jernade Meade             |                     | svincolato |
| D      | Sonni Nattestad           | Molde               | prestito   |
| C      | Nenass                    | Sarpsborg 08        | definitivo |
| C      | Robert Sandnes            |                     | svincolato |
| A      | Torbjørn Agdestein        | Odd                 | definitivo |
| A      | Hólmbert Aron Friðjónsson | Stjarnan            | definitivo |
| A      | Pape Habib Guèye          | A. Foot Darou Salam | definitivo |

| Partenze | Partenze              | Partenze      | Partenze      |
| R.       | Nome                  | a             | Modalità      |
| -------- | --------------------- | ------------- | ------------- |
| P        | Jan-Lennart Urke      | Hødd          | fine prestito |
| D        | Joakim Barstad        | Brattvåg      | definitivo    |
| D        | Mikkel Kirkeskov      | Piast Gliwice | prestito      |
| C        | Edwin Gyasi           | CSKA Sofia    | definitivo    |
| C        | Vebjørn Hoff          | Odd           | definitivo    |
| C        | Marlinho              | Kongsvinger   | definitivo    |
| A        | Mustafa Abdellaoue    |               | svincolato    |
| A        | Athanasios Papazoglou | Kortrijk      | fine prestito |

### Tra le due sessioni
| Arrivi | Arrivi | Arrivi | Arrivi   |
| R.     | Nome   | da     | Modalità |
| ------ | ------ | ------ | -------- |

| Partenze | Partenze             | Partenze | Partenze   |
| R.       | Nome                 | a        | Modalità   |
| -------- | -------------------- | -------- | ---------- |
| A        | Valmir Berisha       | Fjölnir  | prestito   |
| A        | Anders Myking Waagan |          | svincolato |

### Sessione estiva(dal 19/07 al 15/08)
| Arrivi | Arrivi             | Arrivi       | Arrivi     |
| R.     | Nome               | da           | Modalità   |
| ------ | ------------------ | ------------ | ---------- |
| D      | Jonas Grønner      | Brann        | definitivo |
| D      | Nikola Tkalčić     | Sarpsborg 08 | prestito   |
| C      | Ståle Steen Sæthre | Nest-Sotra   | definitivo |
| A      | Jens Petter Hauge  | Bodø/Glimt   | prestito   |

| Partenze | Partenze          | Partenze | Partenze      |
| R.       | Nome              | a        | Modalità      |
| -------- | ----------------- | -------- | ------------- |
| D        | Sonni Nattestad   | Molde    | fine prestito |
| C        | Bjørn Helge Riise | Sogndal  | definitivo    |

## Risultati

### 1. divisjon

#### Girone di andata
| Ålesund 3 aprile 2018, ore 19:00 1ª giornata | Aalesund     | 0 – 0 referto | Sogndal | Color Line Stadion (4.742 spett.)\| Arbitro: \| Eskås (Oslo) \| |
| Arbitro:                                     | Eskås (Oslo) |               |         |                                                                 |

| Arbitro: | Haugen (Rælingen) |

|             |           |                           |
| Nordberg 6’ | Marcatori | 42’ Nenass 50’ Þrándarson |

| Arbitro: | Hauge (Bergen) |

|                                         |           |  |
| Friðjónsson 18’, 47’ Agdestein 42’, 88’ | Marcatori |  |

| Arbitro: | Aslam |

|                                                       |           |  |
| Agdestein 18’ Carlsen 45’ Friðjónsson 71’, 85’ (rig.) | Marcatori |  |

| Arbitro: | Følstad Skarsem (Trondheim) |

|           |           |                                           |
| Güven 64’ | Marcatori | 20’ Þrándarson 60’ Friðjónsson 71’ O. Lie |

| Arbitro: | Amland (Bergen) |

|                             |           |            |
| Grétarsson 54’ Arnarson 90’ | Marcatori | 58’ Hellum |

| Arbitro: | Hansen (Oslo) |

|                         |           |                         |
| Antwi 36’ Lorentzen 73’ | Marcatori | 39’, 45’, 53’ Agdestein |

| Arbitro: | Amland (Bergen) |

|                           |           |                           |
| Guèye 41’ Friðjónsson 45’ | Marcatori | 14’ Bjørkkjær 50’ Sildnes |

### Norgesmesterskapet
| Arbitro: | Myrheim |

|                        |           |           |
| Tepurić 75’ Rogers 86’ | Marcatori | 30’ Meade |

## Statistiche

### Statistiche di squadra
| Competizione       | Punti | In casa | In casa | In casa | In casa | In casa | In casa | In trasferta | In trasferta | In trasferta | In trasferta | In trasferta | In trasferta | Totale | Totale | Totale | Totale | Totale | Totale | DR |
| Competizione       | Punti | G       | V       | N       | P       | Gf      | Gs      | G            | V            | N            | P            | Gf           | Gs           | G      | V      | N      | P      | Gf     | Gs     | DR |
| ------------------ | ----- | ------- | ------- | ------- | ------- | ------- | ------- | ------------ | ------------ | ------------ | ------------ | ------------ | ------------ | ------ | ------ | ------ | ------ | ------ | ------ | -- |
| 1. divisjon        | 0     | 0       | 0       | 0       | 0       | 0       | 0       | 0            | 0            | 0            | 0            | 0            | 0            | 0      | 0      | 0      | 0      | 0      | 0      | 0  |
| Norgesmesterskapet | -     | 0       | 0       | 0       | 0       | 0       | 0       | 0            | 0            | 0            | 0            | 0            | 0            | 0      | 0      | 0      | 0      | 0      | 0      | 0  |
| Totale             | -     | 0       | 0       | 0       | 0       | 0       | 0       | 0            | 0            | 0            | 0            | 0            | 0            | 0      | 0      | 0      | 0      | 0      | 0      | 0  |

### Andamento in campionato
| Giornata  | 1 | 2 | 3 | 4 | 5 | 6 | 7 | 8 | 9 | 10 | 11 | 12 | 13 | 14 | 15 | 16 | 17 | 18 | 19 | 20 | 21 | 22 | 23 | 24 | 25 | 26 | 27 | 28 | 29 | 30 |
| --------- | - | - | - | - | - | - | - | - | - | -- | -- | -- | -- | -- | -- | -- | -- | -- | -- | -- | -- | -- | -- | -- | -- | -- | -- | -- | -- | -- |
| Luogo     | C | T | C | C | T | C | T | C | T | C  | T  | C  | T  | C  | T  | C  | T  | C  | T  | T  | C  | T  | C  | T  | C  | T  | C  | T  | C  | T  |
| Risultato | N | V | V | V | V | V | V | N |   |    |    |    |    |    |    |    |    |    |    |    |    |    |    |    |    |    |    |    |    |    |
| Posizione |   |   |   |   |   |   |   |   |   |    |    |    |    |    |    |    |    |    |    |    |    |    |    |    |    |    |    |    |    |    |

Fonte:  OBOS-ligaen 2018, su altomfotball.no, Altomfotball. URL consultato l'8 gennaio 2018 (archiviato dall'url originale il 12 gennaio 2018).
Legenda:

Luogo: C = Casa; T = Trasferta. Risultato: V = Vittoria; N = Pareggio; P = Sconfitta.

### Statistiche dei giocatori
| Giocatore        | 1. divisjon | 1. divisjon | 1. divisjon | 1. divisjon | Norgesmesterskapet | Norgesmesterskapet | Norgesmesterskapet | Norgesmesterskapet | Coppe europee | Coppe europee | Coppe europee | Coppe europee | Altre coppe | Altre coppe | Altre coppe | Altre coppe | Totale   | Totale | Totale      | Totale     |
| Giocatore        | Presenze    | Reti        | Ammonizioni | Espulsioni  | Presenze           | Reti               | Ammonizioni        | Espulsioni         | Presenze      | Reti          | Ammonizioni   | Espulsioni    | Presenze    | Reti        | Ammonizioni | Espulsioni  | Presenze | Reti   | Ammonizioni | Espulsioni |
| ---------------- | ----------- | ----------- | ----------- | ----------- | ------------------ | ------------------ | ------------------ | ------------------ | ------------- | ------------- | ------------- | ------------- | ----------- | ----------- | ----------- | ----------- | -------- | ------ | ----------- | ---------- |
| T. Aase Omenås   | 0           | -0          | 0           | 0           | 0                  | -0                 | 0                  | 0                  |               |               |               |               |             |             |             |             | 0        | 0      | 0           | 0          |
| T. Agdestein     | 0           | 0           | 0           | 0           | 0                  | 0                  | 0                  | 0                  |               |               |               |               |             |             |             |             | 0        | 0      | 0           | 0          |
| A. Arnarson      | 0           | 0           | 0           | 0           | 0                  | 0                  | 0                  | 0                  |               |               |               |               |             |             |             |             | 0        | 0      | 0           | 0          |
| V. Berisha       | 0           | 0           | 0           | 0           | 0                  | 0                  | 0                  | 0                  |               |               |               |               |             |             |             |             | 0        | 0      | 0           | 0          |
| F. Carlsen       | 0           | 0           | 0           | 0           | 0                  | 0                  | 0                  | 0                  |               |               |               |               |             |             |             |             | 0        | 0      | 0           | 0          |
| S. Fet           | 0           | 0           | 0           | 0           | 0                  | 0                  | 0                  | 0                  |               |               |               |               |             |             |             |             | 0        | 0      | 0           | 0          |
| H. Friðjónsson   | 0           | 0           | 0           | 0           | 0                  | 0                  | 0                  | 0                  |               |               |               |               |             |             |             |             | 0        | 0      | 0           | 0          |
| D. Grétarsson    | 0           | 0           | 0           | 0           | 0                  | 0                  | 0                  | 0                  |               |               |               |               |             |             |             |             | 0        | 0      | 0           | 0          |
| J. Grønner       | 0           | 0           | 0           | 0           | -                  | -                  | -                  | -                  |               |               |               |               |             |             |             |             | 0        | 0      | 0           | 0          |
| P. Guèye         | 0           | 0           | 0           | 0           | 0                  | 0                  | 0                  | 0                  |               |               |               |               |             |             |             |             | 0        | 0      | 0           | 0          |
| J. Hatlehol      | 0           | 0           | 0           | 0           | 0                  | 0                  | 0                  | 0                  |               |               |               |               |             |             |             |             | 0        | 0      | 0           | 0          |
| J. Hauge         | 0           | 0           | 0           | 0           | -                  | -                  | -                  | -                  |               |               |               |               |             |             |             |             | 0        | 0      | 0           | 0          |
| A. Lie           | 0           | -0          | 0           | 0           | 0                  | -0                 | 0                  | 0                  |               |               |               |               |             |             |             |             | 0        | 0      | 0           | 0          |
| O. Lie           | 0           | 0           | 0           | 0           | 0                  | 0                  | 0                  | 0                  |               |               |               |               |             |             |             |             | 0        | 0      | 0           | 0          |
| J. Meade         | 0           | 0           | 0           | 0           | 0                  | 0                  | 0                  | 0                  |               |               |               |               |             |             |             |             | 0        | 0      | 0           | 0          |
| A. Myking Waagan | 0           | 0           | 0           | 0           | 0                  | 0                  | 0                  | 0                  |               |               |               |               |             |             |             |             | 0        | 0      | 0           | 0          |
| S. Nattestad     | 0           | 0           | 0           | 0           | 0                  | 0                  | 0                  | 0                  |               |               |               |               |             |             |             |             | 0        | 0      | 0           | 0          |
| Nenass           | 0           | 0           | 0           | 0           | 0                  | 0                  | 0                  | 0                  |               |               |               |               |             |             |             |             | 0        | 0      | 0           | 0          |
| K. Ramsteijn     | 0           | 0           | 0           | 0           | 0                  | 0                  | 0                  | 0                  |               |               |               |               |             |             |             |             | 0        | 0      | 0           | 0          |
| B. Riise         | 0           | 0           | 0           | 0           | 0                  | 0                  | 0                  | 0                  |               |               |               |               |             |             |             |             | 0        | 0      | 0           | 0          |
| R. Sandnes       | 0           | 0           | 0           | 0           | 0                  | 0                  | 0                  | 0                  |               |               |               |               |             |             |             |             | 0        | 0      | 0           | 0          |
| E. Solnørdal     | 0           | 0           | 0           | 0           | 0                  | 0                  | 0                  | 0                  |               |               |               |               |             |             |             |             | 0        | 0      | 0           | 0          |
| S. Steen Sæthre  | 0           | 0           | 0           | 0           | -                  | -                  | -                  | -                  |               |               |               |               |             |             |             |             | 0        | 0      | 0           | 0          |
| N. Tkalčić       | 0           | 0           | 0           | 0           | -                  | -                  | -                  | -                  |               |               |               |               |             |             |             |             | 0        | 0      | 0           | 0          |
| A. Þrándarson    | 0           | 0           | 0           | 0           | 0                  | 0                  | 0                  | 0                  |               |               |               |               |             |             |             |             | 0        | 0      | 0           | 0          |